# Пая венесуельська
Па́я венесуельська (Cyanocorax heilprini) — вид горобцеподібних птахів родини воронових (Corvidae). Мешкає в Амазонії. Вид названий на честь американського натураліста Анжело Хейлпріна.

## Опис

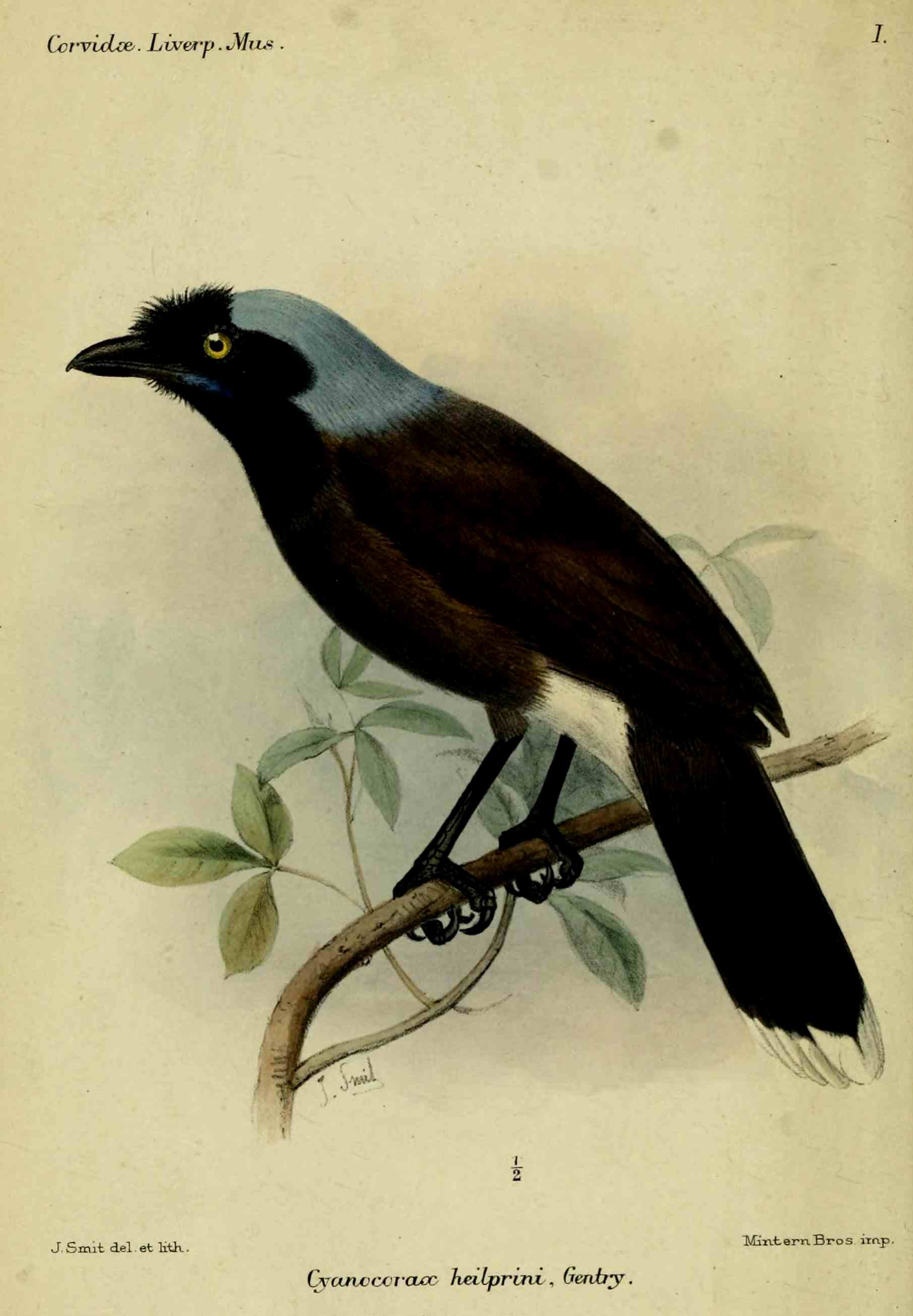
Венесуельська пая

Довжина птаха становить 33—36 см, вага 172 г. Голова, чорна, на лобі й тімені короткий чуб. Потилиця і плечі блакитні, спина, крила, надхвістя і хвіст темно-коричневі. Горло і верхня частина грудей темно-фіолетово-сірі, нижня частина грудей і живіт фіолетові, нижня частина живота і гузка білі. Очі жовтувато-білі, дзьоб і лапи чорні.

## Підвиди
Виділяють два підвиди:
- C. h. heilprini Gentry, 1885 — східна Колумбія, південно-західна Венесуела (західний Амасонас) і крайній північний захід Бразилії;
- C. h. hafferi Cohn-Haft, Santos, MA, Fernandes & Ribas, 2013 — Бразильська Амазонія (між річками Пурус і Мадейра).

Деякі дослідники визнають підвид C. h. hafferi як окремий вид Cyanocorax hafferi.

## Поширення і екологія
Венесуельські паї мешкають у Венесуелі, Бразилії і Колумбії. Вони живуть у тропічних лісах і чагарникових заростях кампінас, що ростуть на піщаних ґрунтах, і в саванах, на висоті від 100 до 250 м над рівнем моря. Зустрічаються парами або невеликими сімейними зграйками. Венесуельські паї є всеїдними птахами, живляться комахами, іншими безхребетними, личинками, плодами, ягодами, насінням, а також дрібними хребетними.